# باد در علفزار می‌پیچد
باد در علفزار می پیچد فیلمی  به کارگردانی خسرو معصومی و تهیه‌کنندگی فتح اله جعفری جوزانیفیلم فيلم برداری نادر معصومی و صدابرداری احمد صالحی ساخته سال ۱۳۸۶ است.

## خلاصه داستان
شوکا دختر جوانی است که به علت فقر خانواده مجبور می‌شود به ازدواج با پسر عقب افتاده ای تن دهد تا کمی از بار مشکلات خانواده کم شود، اما جلیل شاگرد خیاط دل در گرو شوکا دارد و این موضوع اتفاقاتی را به وجود می آورد و... 

## جشنواره‌ها
باد در علفزار می‌پیچد در بخش‌های سینما ایران و بخش بین‌المللی بیست و ششمین دوره جشنواره فیلم فجر شرکت داشته‌است و توانسته به عنوان فیلم برگزیده بخش بین‌المللی این جشنواره انتخاب شود.
همچنین این فیلم در دوازدهمین جشن خانه سینما تندیس بهترین فیلم و بهترین صدابرداری را در سال ۱۳۸۷ کسب کرده‌است 
این فیلم در جشنواره بین‌المللی فیلم پیونگ یانگ نیز حضور داشته‌است.